# Príncipe Osakabe
El Príncipe Osakabe (忍壁皇子 Osakabe Shinnō?,  muerto el 2 de junio de 705) fue un príncipe imperial japonés que vivió durante la era Asuka. Fue hijo del Emperador Tenmu.
Su principal labor fue haber cooperado con Fujiwara no Fuhito en la elaboración del código Taihō, publicado en 701 y que contenía las bases legales del gobierno japonés, inspirado en los códigos confucianistas de la dinastía Tang de China. 
También asumió el cargo de Chi-Daijō-kanji (equivalente al primer ministro) desde el 703 hasta su muerte. Adicionalmente como poeta, fue incluido uno de sus poemas en la antología Man'yōshū. 
Se cree que sus restos ocupan el kofun de Takamatsuzuka en Asuka, prefectura de Nara.